# Шифф, Илан
Ила́н Шифф (ивр. אילן שיף‎, род. 21 августа 1945, Нетания, Палестина) — израильский юрист. Главный военный прокурор Армии обороны Израиля с 1991 по 1995 год, Председатель Военного апелляционного суда с 1996 по 2001 год. Генерал-майор запаса. Судья Окружного суда Хайфского округа Израиля с 2002 по 2014 год (в качестве заместителя председателя данного суда с 2008 года).

## Биография
Илан Шифф родился в 1945 году в Нетании в семье Йехиэля (27 мая 1910—21 марта 1991) и Брахи (14 февраля 1914—18 декабря 2009) Шифф. Окончил школу имени Черниховского в Нетании.
При призыве в Армию обороны Израиля у Шиффа была выявлена временная проблема со здоровьем, которая потребовала предоставления ему отсрочки от военной службы, и Шифф начал учёбу на факультете юриспруденции Еврейского университета в Иерусалиме. Окончил учёбу в 1968 году. На четвёртом курсе университета начал стажировку в адвокатской конторе «Реубиноф» в Иерусалиме, получив отсрочку от призыва в армию до окончания стажировки.

### Военная карьера
В 1969 году Шифф получил лицензию на право занятия адвокатской деятельностью и был призван на службу в Военной прокуратуре Израиля. Начал службу военным обвинителем по дорожно-транспортным делам в прокуратуре Северного военного округа. Затем прошёл офицерские курсы и был назначен окружным обвинителем ВМС; после Войны Судного дня 1973 года в зону ответственности прокуратуры ВМС вошла также территория Южного Синая (Мерхав-Шломо).
Затем был заместителем Главного военного обвинителя, а с 1979 по 1980 год был главным прокурором Центрального военного округа. В 1980 году был назначен Главным военным обвинителем и повышен в звании до подполковника. В этой должности представлял обвинение по делу Главного офицера военной полиции, бригадного генерала Баруха Арбеля, обвинённого во взяточничестве.
В 1982 году вышел на учёбу, которую прервала Первая ливанская война. Вследствие назначения Комиссии Кахана по расследованию резни в Сабре и Шатиле на Шиффа была возложена задача защиты Начальника Генштаба Армии обороны Израиля, генерал-лейтенанта Рафаэля Эйтана, в ходе деятельности комиссии. После завершения слушаний в Комиссии Кахана до 1986 года Шифф исполнял должность Главного военного защитника. На этой должности продвигал процесс перевода военных защитников (представителей защиты подозреваемых и обвиняемых военнослужащих) из подчинения окружным прокурорам Военной прокуратуры в ведение Главного военного защитника. Был также юридическим советником следственной комиссии Меира Зореа по расследованию «Дела о маршруте номер 300».
По окончании своего срока на посту Главного военного защитника Шифф планировал завершить службу в армии, однако по настоянию командования армии он представил свою кандидатуру на пост Главного военного прокурора, хоть и заявлял на собеседованиях о предпочтительности кандидатуры второго кандидата на пост, полковника Амнона Страшнова. В конечном счёте Страшнов был назначен на должность Главного военного прокурора, а Шиффу было предложено получить назначение на пост заместителя Страшнова и сменить Страшнова по окончании его срока на посту.
В 1986 году Шифф был назначен на должность заместителя Главного военного прокурора. В этой должности, помимо прочего, участвовал в 1987 году под руководством Страшнова в повторном рассмотрении дела израильского офицера разведки черкесского происхождения Изата Нафсо, признанного в 1982 году виновным в государственной измене и шпионаже и приговорённого к 18-летнему тюремному сроку. В результате повторного рассмотрения был выявлен факт применения сотрудниками Общей службы безопасности «Шабак» жёстких мер физического и душевного воздействия для получения признания Нафсо в преступлениях и сокрытия этими сотрудниками данного факта в ходе судебного процесса над Нафсо, а Военная прокуратура ходатайствовала в Верховном суде об оправдании Нафсо по большинству предъявленных ему обвинений и освобождении его из-под стражи. Дело Изата Нафсо оказалось напрямую связанным с «Делом о маршруте номер 300», в рассмотрении которого Шифф принимал участие в рамках деятельности следственной комиссии Меира Зореа: выяснилось, что те же сотрудники «Шабака», которые вводили в заблуждение членов комиссии Зореа, пытаясь скрыть ответственность сотрудников своей службы за казнь задержанных террористов, участвовали и в сокрытии истины по делу Нафсо в ходе судебного процесса над ним. После завершения деятельности «Комиссии Ландау» по расследованию следственных методов Общей службы безопасности «Шабак» в 1987 году Шиффу была предложена должность главного юридического советника «Шабака», однако он отклонил данное предложение.
В 1988—1989 годах находился на обучении в Школе Военной прокуратуры США в Шарлоттсвилле, Виргиния, после чего вернулся на должность заместителя Главного военного прокурора. На посту заместителя Главного военного прокурора Шифф основал и возглавил комиссию по проверке способов мотивирования офицеров Военной прокуратуры продолжать военную службу, несмотря на привлекательные перспективы трудоустройства на гражданском рынке; рекомендации комиссии о повышении зарплат военных юристов и улучшении условий их службы были приняты командованием армии, а затем и практически воплощены вследствие обсуждения вопроса с Министерством финансов.

#### На посту Главного военного прокурора
22 февраля 1991 года Шиффу было присвоено звание бригадного генерала, и он вступил на пост Главного военного прокурора, сменив на посту бригадного генерала Амнона Страшнова.
Значительная часть срока Шиффа на посту Главного военного прокурора пришлась на период, когда Генеральный штаб армии возглавлял генерал-лейтенант Эхуд Барак, требовавший активного привлечения юристов Военной прокуратуры, и лично Шиффа, к процессам принятия решений по разнообразным вопросам, стоявшим перед армией. Шифф, часто получавший звонки из штаба Барака и в ночные часы, стал одним из первых офицеров Армии обороны Израиля, получивших в своё распоряжение ещё редкий в ту пору личный сотовый телефон.
В период исполнения Шиффом полномочий Главного военного прокурора Военная прокуратура под его командованием активно сопровождала процесс ближневосточного урегулирования, в том числе процесс подписания Соглашений в Осло и израильско-иорданского мирного договора, проводила пересмотр армейских правил применения оружия и была задействована в процессе депортации 415 активистов группировок «Хамас» и «Исламский джихад» в Ливан в 1992 году, а также сопровождала процесс передислокации подразделений Армии обороны Израиля, включая подразделения самой Военной прокуратуры, вследствие вывода израильских войск из городов созданной в этот период Палестинской автономии.
В 1993 году Шифф был одним из кандидатов на пост Юридического советника правительства Израиля.
Вследствие бойни, устроенной Барухом Гольдштейном 25 февраля 1994 года в Пещере Патриархов в Хевроне, Шифф был одним из свидетелей на заседаниях следственной комиссии под руководством Председателя Верховного суда Меира Шамгара, рассматривавшей как сам инцидент в Хевроне, так и принципиальные вопросы поддержания правопорядка в среде еврейских поселенцев на Западном берегу реки Иордан. Военная прокуратура под руководством Шиффа также инициировала заседания в Министерстве юстиции относительно необходимости усилить меры поддержания правопорядка в среде еврейских поселенцев, а также оказывала правовую поддержку шагам по борьбе с незаконными форпостами на Западном берегу реки Иордан, основание которых еврейскими поселенцами участилось после заключения Соглашений в Осло.
Также в этот период значительно ужесточилась общественная критика в адрес органов Армии обороны Израиля, в том числе Военной прокуратуры, в вопросе полноты и объективности расследования (как и объективности решения по привлечению к уголовной ответственности) высокопоставленных командиров в случаях гибели рядовых военнослужащих. Причиной тому послужил ряд инцидентов, повлёкших гибель военнослужащих из-за несоблюдения правил безопасности, дела по которым были переданы в Военную прокуратуру под руководством Шиффа для принятия решений о привлечении командного и рядового состава, связанного с такими инцидентами, к уголовной или дисциплинарной ответственности, как то гибель бойца подразделения «Дувдеван» 8 июля 1992 года вследствие огня по своим в ходе операции по захвату террориста в деревне Бартаа в Самарии, гибель солдата ВВС 21 июля 1992 года во время неуставного ритуала, включавшего опасную игру с аэродромной тормозной установкой (ивр. רולטת הרשת‎), гибель двух солдат при разрыве спасательного троса вертолёта на учениях 10 августа 1992 года (ивр. אסון הכבל‎), гибель 5 бойцов «Сайерет Маткаль» на полигоне «Цеэлим» 5 ноября 1992 года (ивр. אסון צאלים ב'‎), гибель бойца бригады «Голани» 12 декабря 1992 года вследствие огня по своим в ходе деятельности в южном Ливане («дело Шадиэля»). При этом критика раздавалась с обеих сторон: семьи погибших солдат часто утверждали о необходимости привлечь к ответственности высокопоставленных командиров, не довольствуясь привлечением к ответственности младшего командного состава, и требовали передать принятие решений по подобным делам юристам вне армии, а армейские командиры протестовали против чрезмерной, по их мнению, жёсткости Военной прокуратуры, якобы вынуждающей их в ходе военной службы «не делать ни шага без личного адвоката».
По результатам расследования упомянутого инцидента на полигоне «Цеэлим» 5 ноября 1992 года, заключение Военной прокуратуры по которому заняло более 500 страниц, Шифф, помимо прочего, отдал указание объявить выговор главе Управления разведки Генштаба, а также генерал-майору Амираму Левину, координировавшему учения, на которых произошёл инцидент, однако семьи погибших бойцов всё же выступили с резкой критикой процесса принятия решений Военной прокуратуры по делу. Шифф согласился передать проверку данного процесса на рассмотрение Государственного контролёра Израиля, и в отчёте, опубликованном в дальнейшем Государственным контролёром Элиэзером Голдбергом, была высказана похвала в адрес Военной прокуратуры и порицание относительно обрушенной на неё критики.
Упомянутое «дело Шадиэля» вызвало кризис в отношениях между Шиффом и Юридическим советником правительства Израиля Михаэлем Бен Яиром. В то время как Шифф счёл неуместным привлечение к уголовной ответственности командира взвода, по небрежности которого произошёл инцидент, повлекший гибель бойца в результате огня по своим, и выразил мнение, что в боевых условиях лишь высокая степень небрежности может оправдать передачу подобного дела в военный суд, Бен Яир оспорил решение Шиффа и потребовал от Военной прокуратуры подать обвинительное заключение против командира взвода вопреки мнению Шиффа, что Юридический советник правительства не обладает полномочиями вынудить Главного военного прокурора изменить своё решение о прекращении уголовного дела. Военный суд занял сторону Шиффа в споре о полномочиях Юридического советника правительства и отменил поданное против командира взвода обвинительное заключение, и лишь в дальнейшем в другом деле, уже по завершении срока Шиффа на посту, Верховный суд Израиля признал принцип верховенства Юридического советника правительства над Главным военным прокурором.
В 1994—1995 годах, в рамках рассмотрения петиции, поданной Элис Миллер вследствие отказа ВВС Израиля допустить её к обучению на курсах пилотов ВВС, Военная прокуратура под руководством Шиффа отстаивала в Верховном суде позицию армии и Министерства обороны о принципиальном отказе допускать женщин к службе на «боевых должностях» в Армии обороны Израиля, однако Верховный суд большинством голосов принял петицию, признав такую позицию армии дискриминационной.
На должности Главного военного прокурора Шифф также был инициатором основания Школы военного права Военной прокуратуры (открылась в 1996 году).
1 сентября 1995 года Шифф передал пост Главного военного прокурора бригадному генералу Ури Шохаму.

#### На посту Председателя Военного апелляционного суда

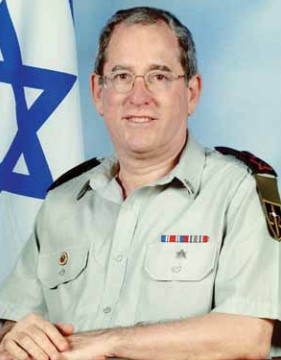
Генерал-майор Илан Шифф — Председатель Военного апелляционного суда

По просьбе Начальника Генштаба, генерал-лейтенанта Амнона Липкина-Шахака, Шифф, планировавший завершить военную службу по истечении своего срока на посту Главного военного прокурора, согласился на продление срока своей службы с целью представить свою кандидатуру на пост Председателя Военного апелляционного суда, вышел на учёбу в качестве вольнослушателя в Тель-Авивском университете и окончил армейский курс командиров дивизий. 27 сентября 1996 года назначение Шиффа на должность Председателя Военного апелляционного суда было утверждено комиссией по выбору военных судей-юристов, и 1 декабря 1996 года Шифф был повышен в звании до генерал-майора и вступил на должность Председателя Военного апелляционного суда, сменив на посту генерал-майора Бен Циона Фархи.
На должности Председателя Военного апелляционного суда, в подчинении которому находится Подразделение военных судов Армии обороны Израиля, Шифф приложил усилия по укреплению независимости системы военного правосудия: в тот период (вплоть до принятия поправки к Закону о военном судопроизводстве в 2003 году) у органов армейского командования были обширные полномочия, позволявшие им влиять на ход процесса в военных судах, и в своём постановлении от 1997 года Шифф определил, что командующий округом вправе использовать такие полномочия (в данном случае — принудить органы военного обвинения обжаловать оправдательный приговор вопреки профессиональному мнению обвинения о неоправданности обжалования) только в редких и исключительных случаях.
Шифф также укоренил практику участия военных судей в семинарах и курсах повышения квалификации, устраиваемых для судей гражданских судов, а также практику публикации постановлений военных судов в публично доступных базах данных. Шифф, считавший неуместной действующую до тех пор практику проведения уголовных процессов над гражданами Израиля арабского происхождения, обвиняемыми в ведении террористической деятельности, в специальном военном суде в городе Лод, привёл к прекращению деятельности данного суда и передаче подобных дел в дальнейшем на рассмотрение в судах общей юрисдикции.
Среди наиболее заметных судебных постановлений Шиффа на посту Председателя Военного апелляционного суда постановления по делам А/256/96 Майор Бибас против Главного военного обвинителя (определение объёма защиты свободы слова в контексте предъявления обвинения в неподобающих высказываниях политического характера со стороны офицера), А/217/00 Главный военный обвинитель против рядового Клецки (наделение военнослужащего правом аргументировать свой отказ участвовать в тестировании по диагностике незаконного потребления наркотических средств перед принятием решения офицера военной полиции о проведении принудительного тестирования), А/247/98 Главный военный обвинитель против рядового Коназенко (определение принципов, применяемых относительно отвода военных судей).
С 1999 года преподавал военное право в Тель-Авивском университете, также преподавал в Еврейском университете в Иерусалиме.

### После выхода в запас
После выхода Шиффа в запас из армии он был назначен судьёй в Окружной суд Хайфского округа на основании решения комиссии по выбору судей от 22 ноября 2001 года. 10 апреля 2008 года был назначен на должность заместителя председателя данного суда. Возглавлял судебную коллегию суда по тяжким преступлениям.
Широкое общественное внимание привлекли некоторые судебные решения Шиффа, как, например, крайне строгий приговор по обвинению в жестоком ограблении пенсионерки или решение приговорить лишь к исполнению общественных работ женщину, признанную виновной в причинении смерти своего мужа после долгих лет издевательств с его стороны.
В 2009 году вновь был одним из кандидатов на пост Юридического советника правительства Израиля.
Завершил судейскую карьеру и вышел на пенсию 1 июля 2014 года, однако, как и прежде в ходе гражданской судейской карьеры, продолжал действовать в рамках резервистской службы в качестве судьи Военного апелляционного суда.
С 6 июля 2014 года по 20 июня 2020 года Шифф был также председателем апелляционной комиссии по рассмотрению исков сверхсрочных служащих Армии обороны Израиля относительно условий их службы.
С 4 ноября 2014 года по 27 октября 2018 года был также председателем комиссии по обжалованию решений о негодности лиц к службе в органах безопасности, требующей допуска к государственной тайне.
В 2017—2018 годах также возглавлял консультационную комиссию по проверке должного объёма юридического сопровождения, оказываемого служащим Полиции Израиля.
12 августа 2018 года был назначен также председателем одной из особых психиатрических комиссий по рассмотрению дел лиц, находящихся на принудительной госпитализации на основании ордера, выданного вследствие обвинения в предумышленном убийстве или покушении на убийство. 6 октября 2020 года был также назначен председателем апелляционной комиссии по пенсиям ветеранов Армии обороны Израиля. 2 июня 2021 года был назначен также председателем комиссии медицинской этики.
В 2018 году возглавлял также комиссию по подбору кандидатов на должность главы Израильской корпорации телерадиовещания и комиссию по отбору членов совета правления больничной кассы «Меухедет», а в 2022 году, а затем вновь в конце 2023 — начале 2024 года — на должность командира радиостанции «Галей Цахаль».
В мае 2024 года возглавил консультативную комиссию по проверке условий содержания палестинских боевиков, заключённых под стражу в ходе войны «Железных мечей» в местах лишения свободы, находящихся под ответственностью Армии обороны Израиля. В конце июля 2024 года комиссия передала Начальнику Генштаба Армии обороны Израиля свои выводы, в соответствии с которыми боевиков следовало перевести на содержание в учреждениях Управления тюрем Израиля, а не содержать на не предназначенных для этого военных базах; при этом комиссия постановила, что общие условия содержания боевиков, включая их содержание с завязанными глазами и со связанными руками, были неизбежной и оправданной мерой в сложившихся обстоятельствах.
В 2025 году возглавлял конкурсную комиссию Управления госслужбы по отбору кандидата на пост главного прокурора Центрального округа по уголовным вопросам и проводил медиацию между обвинением и защитом по делу обвиняемого в убийстве Ювалья Кестельмана.

## Личная жизнь
Женат на Дорит Шифф, отец двух сыновей.
Входит в состав «Форума Танаха» некоммерческой организации «Компания по исследованию Танаха в Израиле».

## Публикации
- אילן שיף בזכות מבחן 'הדגל השחור' — 'הפקודה הבלתי חוקית בעליל' בצה"ל, עקרונות ויישומים בספר כפר קאסם: אירועים ומיתוס (בעריכת רוביק רוזנטל), הוצאת הקיבוץ המאוחד, תל אביב (2000), 117—130 (Илан Шифф, «В честь концепции „чёрного флага“ — понятие „явно незаконного приказа“ в Армии обороны Израиля, принципы и их применение», глава в книге «Кафр-Касем: события и миф» (ред. Рубика Розенталя), издательство «Ха-Киббуц ха-меухад», Тель-Авив (2000), ISBN 965-02-0144-0, с. 117—130 (иврит)